# Trinidad (Cuba)
 For alternative betydninger, se Trinidad (flertydig). (Se også artikler, som begynder med Trinidad)
Trinidad er en cubansk by beliggende i det centrale Cuba i Sancti Spíritus Provinsen. Sammen med den nærtliggende dal, Valle de los Ingenios, har den været på UNESCOs Verdensarvsliste siden 1998.

## Historie
Byen blev grundlagt den 23. december 1514 af Diego Velázquez de Cuéllar under navnet Villa De la Santísima Trinidad og er en af de mest velholdte byer i Caribien fra tiden, hvor sukkerproduktion var hovedindustrien i regionen.

## Ekstern henvisning
- Trinidads hjemmeside (spansk)